# Pinneberger Tageblatt

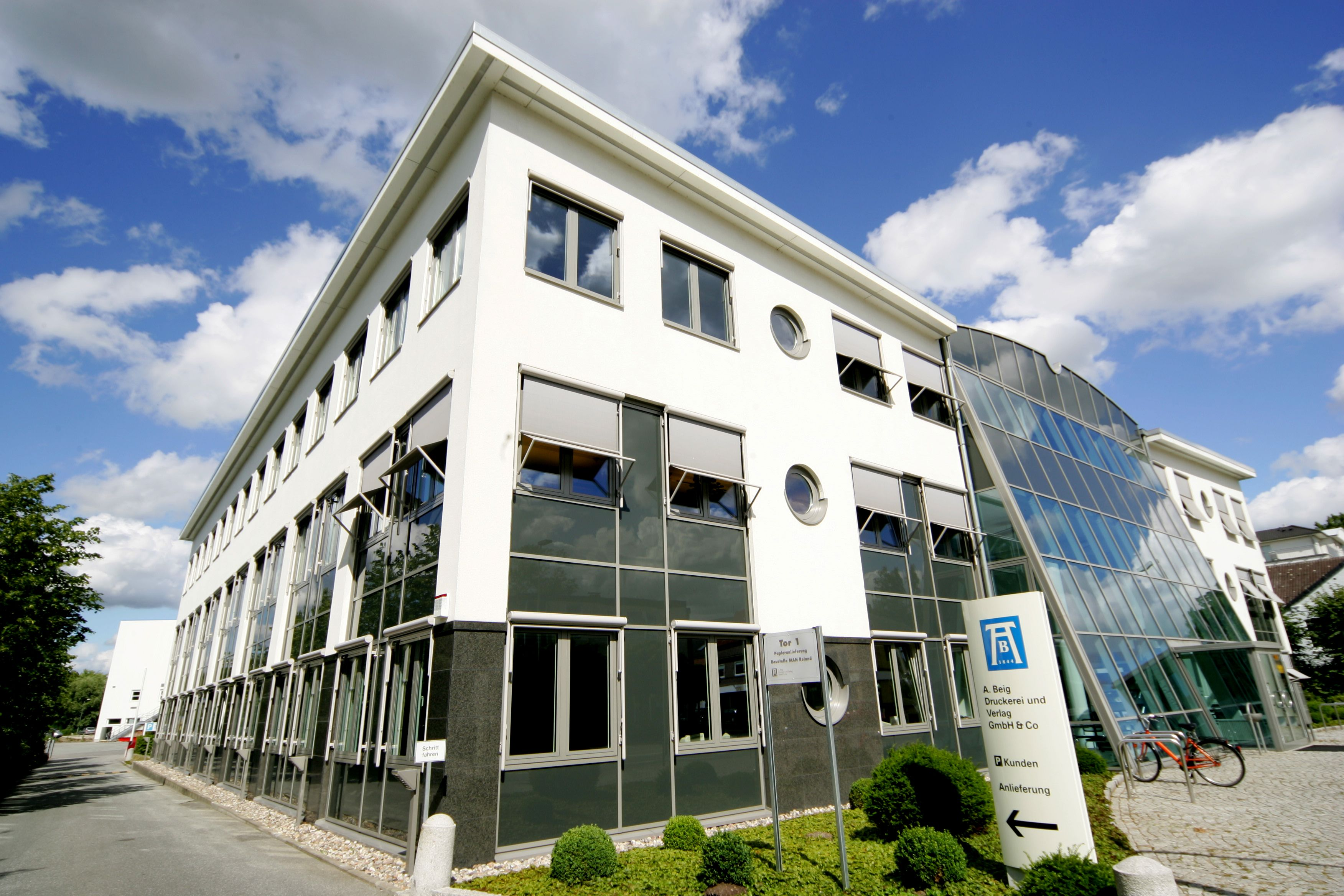
A. Beig-Verlag in Pinneberg, Damm 9–19

Das Pinneberger Tageblatt ist eine regionale Tageszeitung für den Raum Pinneberg. Sie erscheint im Verlag A. Beig Druckerei und Verlag GmbH & Co. KG. Die verkaufte Auflage beträgt 4947 Exemplare, ein Minus von 62,6 Prozent seit 1998.

## Leitung
Chefredakteure sind Gerrit Bastian Mathiesen und Jan Frederik Schönstedt. Sie verantworten alle Produkte des Medienhauses, d. h. auch das Quickborner Tageblatt, Schenefelder Tageblatt, Wedel-Schulauer Tageblatt, Barmstedter Zeitung, Elmshorner Nachrichten, Uetersener Nachrichten sowie die digitalen Medien. Herausgeber sind Werner F. Ebke und der Verleger Jan Dirk Elstermann.

## Aufbau
Die Tageszeitung gliedert sich in zwei Bücher: Lokales (Berichterstattung aus den Kommunen im Kreis Pinneberg sowie Ellerau (Bad Segeberg)) und Regionales (Kreis Pinneberg, Schleswig-Holstein, Hamburg) sowie Überregionales (Deutschland und die Welt) und Vermischtes.
Seit 1999 besteht eine Homepage. Seit Dezember 2009 gibt es die Tageszeitung als ePaper. Seit Dezember 2012 ist die Tageszeitung als App für iPhone und iPad erhältlich.

## Zeitungsgeschichte
Die erste Ausgabe der Zeitung entstand 1858 unter dem Titel Pinneberger Wochenblatt, herausgegeben von Andreas Dietrich Erdmann Beig in der Bahnhofstraße 25/27 in Pinneberg. Ab 1866 wurde das Pinneberger Wochenblatt zweimal pro Woche publiziert, im selben Jahr zog das Unternehmen in die Moltkestraße 25 in Pinneberg. 1879 übernahm Andreas Dietrich Erdmann Beigs einziger Sohn, Carl Andreas Beig, die Geschäfte. 1890 zog das Unternehmen an den heutigen Standort in die Straße Damm 9–19 in Pinneberg. 1896 änderte sich der Publikationsrhythmus erneut und das Pinneberger Wochenblatt erschien dreimal pro Woche, seit 1906 montags bis sonnabends. Deshalb wurde das Pinneberger Wochenblatt 1907 in Pinneberger Tageblatt umbenannt. 1914 kaufte Carl Andreas Beig eine 16-seitige Rotationsdruckmaschine der Firma Albert & Cie, Frankenthal, Baujahr 1906, im Berliner Format, in der das Pinneberger Tageblatt noch heute gedruckt wird.
1925 wurde eine neue 32-seitige Rotationsdruckmaschine der Vogtländischen Maschinenfabrik AG angeschafft. 1943 erfolgte die kriegswirtschaftlich begründete Zwangszusammenlegung der Zeitungen Pinneberger Tageblatt, Elmshorner Nachrichten und Uetersener Nachrichten zu den Holsteiner Nachrichten. Druckstandort blieb Pinneberg. Am 30. April 1945 erschien die letzte Ausgabe der Tageszeitung, deren Publikation erst wieder am 1. Oktober 1949 aufgenommen wurde. In der Zwischenzeit druckte das Unternehmen Kinderbücher des Richard Hermes Verlags, die Öffentlichen Fernsprechbücher für Pinneberg, Elmshorn, Quickborn und Barmstedt, den ersten Rowohlt-Rotations-Roman („Abrechnung mit Hitler“ von Hjalmar Schacht), Groschenromane des Verlegers Angermann und des Alfons-Semrau-Verlags. Kurze Zeit später erschienen die unter den Holsteiner Nachrichten zusammengefassten Tageszeitungen wieder unter ihren Titeln.
1956 wurde im ehemaligen Flussbett der Pinnau eine Halle errichtet und die Tiefdruckrotation Albertina mit acht Druckwerken von der Firma Herget/Stuttgart übernommen. 1957 gründete Carl Andreas Beigs Sohn, Andreas Beig, das Wedel-Schulauer Tageblatt, 1965 das Quickborner Tageblatt und 1972 das Schenefelder Tageblatt. 1976 schaffte das Unternehmen eine 32-seitige Offsetrotation der Firma Albert, Frankenthal an. So konnten die Elmshorner Nachrichten erneut in Pinneberg gedruckt werden. Zudem gründete das Unternehmen das Anzeigenblatt Tageblatt – tip, das später in tip umbenannt und am 16. September 2012 zur Sonntagszeitung tip – Tageblatt am Sonntag gewandelt wurde. 1981 rüstete das Unternehmen erneut auf und schaffte die 32-seitige Offsetrotation Uniman der Firma MAN an, 1991 eine 48-seitige Offsetrotation Anilox Journal von Albert Frankenthal. Nachdem Andreas Beig 1980 gestorben war, übernahm dessen Sohn, Dieter Beig, die Geschäftsführung, bis er das Medienhaus 1993 an den Schleswig-Holsteinischen Zeitungsverlag sh:z in Flensburg (55 Prozent), Kieler Nachrichten (24 Prozent) und den Axel Springer Verlag (21 Prozent) verkaufte. Seit Januar 2008 ist der A. Beig-Verlag, ebenso wie der Schleswig-Holsteinische Zeitungsverlag sh:z und der Zeitungsverlag Schwerin, eine hundertprozentige Tochtergesellschaft der medien holding:nord GmbH mit Sitz in Flensburg, die zur NOZ-Mediengruppe gehört. Am 1. Januar 2013 übernahm das Medienhaus die Elmshorner Nachrichten und 2016 die Uetersener Nachrichten.

## Auflage
Das Pinneberger Tageblatt hat in den vergangenen Jahren erheblich an Auflage eingebüßt. Die verkaufte Auflage ist in den vergangenen 10 Jahren um durchschnittlich 6,8 % pro Jahr gesunken. Im vergangenen Jahr hat sie um 9,7 % abgenommen. Sie beträgt gegenwärtig 4947 Exemplare. Der Anteil der Abonnements an der verkauften Auflage liegt bei 88,9 Prozent.
| 1998  | 1999  | 2000  | 2001  | 2002  | 2003  | 2004  | 2005  | 2006  | 2007  | 2008  | 2009  | 2010  | 2011  | 2012  | 2013  | 2014  | 2015 | 2016 | 2017 | 2018 | 2019 | 2020 | 2021 | 2022 | 2023 | 2024 |
| ----- | ----- | ----- | ----- | ----- | ----- | ----- | ----- | ----- | ----- | ----- | ----- | ----- | ----- | ----- | ----- | ----- | ---- | ---- | ---- | ---- | ---- | ---- | ---- | ---- | ---- | ---- |
| 13219 | 13585 | 14717 | 14157 | 13526 | 13258 | 13313 | 13198 | 13023 | 12558 | 12474 | 12190 | 11799 | 11579 | 11045 | 10926 | 10156 | 9676 | 9244 | 8922 | 8411 | 7797 | 7491 | 7094 | 6316 | 5586 | 5042 |